# Allotropa musae
Allotropa musae är en stekelart som beskrevs av Peter Neerup Buhl 2005. Allotropa musae ingår i släktet Allotropa och familjen gallmyggesteklar. Inga underarter finns listade i Catalogue of Life.